# Binetto
Binetto (Venétte in dialetto locale) è un comune italiano di 2 167 abitanti della città metropolitana di Bari in Puglia.

## Geografia fisica
Il comune sorge nella conca di Bari, sui primi rilievi delle Murge. Confina con Bitetto, Grumo Appula, Palo del Colle e Sannicandro di Bari. Una frazione ("exclave") del territorio comunale è la zona delle Matine, in agro di Bitonto.

## Storia
Alcuni reperti archeologici rinvenuti nel 1908 attesterebbero che il territorio binettese era popolato sin dal IV-V secolo a.C.
Il casale di Vinetum (in latino "vigneto"), fondato presumibilmente in epoca altomedievale e oggetto di devastazioni ad opera dei saraceni, nell'XI secolo ebbe come feudatario un certo Umfredo, probabilmente imparentato con Tancredi d'Altavilla, che lo dotò di fortificazioni. Nel 1181 ne era feudatario Roberto de Benetto, che pagava alla corona 260 once d'oro, e nel 1199 Ruggiero di Binetto, giustiziere imperiale. Nel 1268 il feudo venne ceduto da Roberto d'Angiò a Roberto da Bari. In seguito passò alle famiglie Nicastro e Moncello, prima di essere donato al barone Cristoforo D'Angelo nel 1507. Nel 1592 venne venduto a Baldassarre Caracciolo che lo trasmise ai suoi eredi e poi alla famiglia Carafa sino al 1650, quando fu venduto al casato De Angelis. Ultimi feudatari furono i d'Amely, dalla fine del Settecento al 1806, quando la feudalità venne abolita in tutto il Regno di Napoli.
Nel 1799, su influsso della rivoluzione napoletana, vi fu innalzato l'albero della libertà. Libero comune nel 1811, nel 1820 vi ebbe sede una vendita carbonara.
Nel 1927 il comune di Binetto venne soppresso e aggregato a quello di Grumo Appula. L'autonomia amministrativa fu riottenuta solo nel 1946 su iniziativa dell'avvocato Vito D'Attolico.
Inoltre si volle unire il comune di Binetto con quello di Grumo Appula e di Toritto per formare un nuovo comune ma il progetto venne respinto.

### Simboli
Lo stemma e il gonfalone sono stati concessi con decreto del presidente della Repubblica del 13 giugno 1989.
Il gonfalone è un drappo di giallo.

## Monumenti e luoghi d'interesse
Chiesa dell'Assunta
La chiesa dell'Assunta, edificata tra il 1198 e il 1203, presenta gli elementi architettonici tipici del romanico pugliese, con una spoglia facciata a capanna munita di tre portali con archi a tutto sesto e di un semplice oculo in corrispondenza del portale centrale. Nelle nicchie lungo la fiancata sinistra sono collocate alcune statue in pietra.
L'interno, a tre navate absidate, è scandito da pilastri in conci di pietra che reggono la volta a crociera della navata centrale. L'originaria pianta rettangolare è stata alterata da manomissioni tarde, quali la costruzione di alcune cappelle laterali e la riedificazione del presbiterio nel Settecento. Vi sono custoditi un fonte battesimale cinquecentesco, un'acquasantiera e alcuni affreschi databili tra il XIV e il XVII secolo.
Castello di Binetto
Autodromo del Levante
Nel territorio comunale si trova anche l'autodromo del Levante, in cui si svolgono soprattutto gare motociclistiche.

## Società

### Evoluzione demografica
Abitanti censiti

### Etnie e minoranze straniere
Gli stranieri residenti a Binetto al 31 dicembre 2019 erano 41, pari all'1,85% della popolazione complessiva.

## Cultura

### Eventi
- Festa patronale della Madonna di Costantinopoli, la cui devozione risale al 1784 quando le si attribuì il miracolo di aver salvato il raccolto dal gelo che aveva colpito i campi dei paesi limitrofi.
- Festa di san Crescenzio martire, ultima domenica di agosto.

## Infrastrutture e trasporti

### Ferrovie
La città dispone di due impianti ferroviari:
- Stazione di Binetto, gestita dalle Ferrovie Appulo Lucane;
- Stazione di Grumo Appula, gestita dalle Ferrovie dello Stato, che rientra nel territorio comunale di Binetto.

## Amministrazione
| Periodo         | Periodo        | Primo cittadino   | Partito                                         | Carica  | Note  |
| --------------- | -------------- | ----------------- | ----------------------------------------------- | ------- | ----- |
| 6 febbraio 1987 | 18 giugno 1990 | Donato Sinisi     | -                                               | Sindaco | [ 9 ] |
| 18 giugno 1990  | 24 aprile 1995 | Donato Sinisi     | Democrazia Cristiana                            | Sindaco | [ 9 ] |
| 24 aprile 1995  | 14 giugno 1999 | Donato Sinisi     | Partito Popolare Italiano                       | Sindaco | [ 9 ] |
| 14 giugno 1999  | 14 giugno 2004 | Donato Sinisi     | centro-destra                                   | Sindaco | [ 9 ] |
| 14 giugno 2004  | 8 giugno 2009  | Antonio Proscia   | lista civica                                    | Sindaco | [ 9 ] |
| 8 giugno 2009   | 26 maggio 2014 | Vito Siciliano    | lista civica Unione dei democratici per Binetto | Sindaco | [ 9 ] |
| 26 maggio 2014  | 26 maggio 2019 | Giuseppe Delzotto | lista civica Binetto passione comune            | Sindaco | [ 9 ] |
| 27 maggio 2019  | 8 giugno 2024  | Vito Bozzi        | lista civica Noi per Binetto - Passione comune  | Sindaco | [ 9 ] |
| 9 giugno 2024   | in carica      | Vito Bozzi        | lista civica Binetto Funziona                   | Sindaco | [ 9 ] |

## Sport

### Impianti sportivi
Gli impianti sportivi sono:
- autodromo del Levante, tracciato automobilistico e motociclistico riservato a gare ed eventi per auto da corsa, go-kart e moto;
- polivalente A. Lorusso, destinato alle attività di calcio A5, basket e pallavolo. Nella stagione 2021-22 ospita le gare casalinghe della società di calcio A5 ASD Dream Team Palo del Colle, militante nel girone G di Serie B 2021-22.